# 阿龙·菲普斯
阿龙·菲普斯（英語：Aaron Phipps，1983年4月7日—），英国男子轮椅橄榄球运动员。他曾代表英国参加2012年和2020年夏季残疾人奥林匹克运动会轮椅橄榄球比赛，其中2020年夏季残奥会获得一枚金牌。